# Paolo Pangrazzi
Paolo Pangrazzi (Tione di Trento, 19 gennaio 1988) è un ex sciatore alpino italiano.

## Biografia

### Stagioni 2003-2010
Pangrazzi, che risiede a Madonna di Campiglio, ha esordito nel Circo bianco ai Campionati italiani juniores del 2003 ottenendo come miglior piazzamento il 10º posto in slalom speciale sul tracciato di Passo San Pellegrino. Tre anni dopo a Caspoggio si è laureato campione nazionale juniores di discesa libera. Sempre nel 2006 ha debuttato in Coppa Europa con il 68º posto realizzato in discesa libera a Sella Nevea.
Nel 2008 ai Mondiali juniores disputati a Formigal in Spagna è giunto ai piedi del podio, piazzandosi 4º, in combinata. Nel 2010 ha conquistato il suo primo successo in Coppa Europa nella supercombinata di Sarentino, oltre a concludere primo nella classifica di specialità alla fine della stagione.

### Stagioni 2011-2017
In Coppa del Mondo ha esordito il 14 gennaio 2011 (22º nella supercombinata di Wengen) e ha ottenuto il suo miglior piazzamento il 20 gennaio successivo (8º nella supercombinata di Chamonix). Convocato per i Mondiali di Garmisch-Partenkirchen, sua unica presenza iridata, ha ottenuto il 6º posto nella supercombinata vinta dal norvegese Aksel Lund Svindal.
Nel 2013 ha conquistato il titolo di campione italiano di discesa libera. Si è ritirato al termine della stagione 2016-2017; la sua ultima gara in Coppa del Mondo è stata la discesa libera disputata a Garmisch-Partenkirchen il 28 gennaio, che non ha completato, mentre ha l'ultima gara in carriera è stata la discesa libera dei Campionati italiani 2017, a Bardonecchia il 31 marzo successivo, chiusa da Pangrazzi al 7º posto.

## Palmarès

### Coppa del Mondo
- Miglior piazzamento in classifica generale: 105º nel 2011

### Coppa Europa
- Miglior piazzamento in classifica generale: 8º nel 2016
- Vincitore della classifica di combinata nel 2010 e nel 2016
- 5 podi (2 in discesa libera, 2 in combinata)
  - 2 vittorie
  - 1 secondo posto
  - 2 terzi posti

#### Coppa Europa - vittorie
| Data            | Località  | Paese  | Specialità |
| --------------- | --------- | ------ | ---------- |
| 4 marzo 2010    | Sarentino | Italia | SC         |
| 4 febbraio 2016 | Sarentino | Italia | KB         |

Legenda:

KB = combinata

SC = supercombinata

### Campionati italiani
- 3 medaglie[1]:
  - 1 oro (discesa libera nel 2013)
  - 1 argento (combinata nel 2010)
  - 1 bronzo (combinata nel 2016)

### Campionati italiani juniores
- 5 medaglie:
  -  1 oro (discesa libera nel 2006)
  -  2 argenti (slalom gigante nel 2005; slalom gigante nel 2006)
  -  2 bronzi (discesa libera nel 2005; slalom speciale nel 2008)[senza fonte]